# Serie A 1982-1983 (rugby a 15)
La serie A 1982-83 fu il 53º campionato nazionale italiano di rugby a 15 di prima divisione.
Si tenne dal 19 settembre 1982 all’8 maggio 1983 tra 16 squadre in due fasi a differenza dell'elaborata edizione precedente: la prima di esse prevedeva due gironi di merito e la seconda altri due per obiettivi diversi, uno per lo scudetto e uno per la salvezza.
Campione d'Italia fu il Benetton, alla prima vittoria con il nome della nota azienda d'abbigliamento e primo club a vincere tre scudetti con tre sponsor differenti nonché infine unico, fino al 2007-08, tra tutti i pluricampioni d'Italia a non avere mai vinto il titolo senza il marchio di uno sponsor sulle maglie.
A retrocedere in serie B furono Casale e Benevento nonché le neopromosse CUS Roma e CUS Genova; tra i debutti, da segnalare i Lyons di Piacenza, che riuscirono a guadagnare la permanenza in massima serie per un punto, e il Calvisano, fondato appena 12 anni prima, vincitore del pool salvezza e nono assoluto alla sua prima stagione di serie A.

## Squadre partecipanti e sponsor

Una fase di - : il trevigiano Alvise Russo (sx) contende palla al rodigino Nick Mallett.

- Amatori Catania
- L’Aquila (Scavolini)
- Benetton
- Benevento (Imeva)
- Calvisano (Lattespondi)
- Casale (Americanino)
- CUS Genova (Vagabond)
- CUS Roma

- Lyons (RDB)
- Rugby Milano (MAA Assicurazioni)
- Noceto (Ceci)
- Parma
- Petrarca
- Rugby Roma (Oliosigillo)
- Rovigo (Sanson)
- San Donà (Fracasso)

## Formula
Le 16 squadre furono ripartite in due gironi paritetici da 8 squadre ciascuno che si affrontarono a girone all'italiana; le prime quattro squadre di ogni girone accedettero alla poule scudetto della seconda fase, mentre le ultime quattro alla poule salvezza, anch'esse a girone all'italiana.
La vincitrice della poule scudetto fu campione d'Italia, le ultime quattro della poule salvezza scesero in serie B.

## Prima fase

### Girone A
|       | 1ª/8ª giornata         |      |
| ----- | ---------------------- | ---- |
| 30-3  | L'Aquila - Lyons       | 26-0 |
| 36-18 | Parma - San Donà       | 7-15 |
| 35-9  | Rovigo - CUS Genova    | 22-9 |
| 4-7   | Rugby Roma - Benevento | 7-13 |
|       |                        |      |

|       | 4ª/11ª giornata        |      |
| ----- | ---------------------- | ---- |
| 18-16 | CUS Genova - Benevento | 3-15 |
| 22-10 | San Donà - L'Aquila    | 6-12 |
| 10-6  | Parma - Rovigo         | 6-23 |
| 28-9  | Rugby Roma - Lyons     | 4-13 |
|       |                        |      |

|       | 7ª/14ª giornata      |       |
| ----- | -------------------- | ----- |
| 21-13 | Benevento - San Donà | 8-46  |
| 21-9  | CUS Genova - Lyons   | 4-38  |
| 17-9  | Parma - Rugby Roma   | 27-14 |
| 12-8  | Rovigo - L'Aquila    | 4-23  |

|       | 2ª/9ª giornata        |       |
| ----- | --------------------- | ----- |
| 10-16 | Benevento - Parma     | 3-19  |
| 3-15  | CUS Genova - L'Aquila | 21-25 |
| 21-15 | San Donà - Rugby Roma | 25-14 |
| 7-20  | Lyons - Rovigo        | 0-50  |
|       |                       |       |

|       | 5ª/12ª giornata         |       |
| ----- | ----------------------- | ----- |
| 27-7  | L'Aquila - Parma        | 7-9   |
| 9-4   | Benevento - Lyons       | 0-21  |
| 9-6   | CUS Genova - Rugby Roma | 11-10 |
| 18-19 | Rovigo - San Donà       | 7-7   |

|       | 3ª/10ª giornata       |       |
| ----- | --------------------- | ----- |
| 19-6  | L'Aquila - Rugby Roma | 28-9  |
| 7-20  | Lyons - San Donà      | 3-19  |
| 25-9  | Parma - CUS Genova    | 12-0  |
| 21-21 | Rovigo - Benevento    | 15-16 |
|       |                       |       |

|       | 6ª/13ª giornata       |      |
| ----- | --------------------- | ---- |
| 39-6  | L'Aquila - Benevento  | 35-4 |
| 21-18 | San Donà - CUS Genova | 30-3 |
| 4-36  | Lyons - Parma         | 9-20 |
| 9-31  | Rugby Roma - Rovigo   | 0-24 |

#### Classifica girone A
|  |    | Squadra    | G  | V  | N | P  | PF  | PS  | Pt |
|  | -- | ---------- | -- | -- | - | -- | --- | --- | -- |
|  | 1. | L’Aquila   | 14 | 11 | 0 | 3  | 304 | 112 | 22 |
|  | 2. | Parma      | 14 | 11 | 0 | 3  | 247 | 154 | 22 |
|  | 3. | San Donà   | 14 | 10 | 1 | 3  | 282 | 179 | 21 |
|  | 4. | Rovigo     | 14 | 8  | 2 | 4  | 288 | 144 | 18 |
|  | 5. | Benevento  | 14 | 6  | 1 | 7  | 149 | 271 | 13 |
|  | 6. | CUS Genova | 14 | 4  | 0 | 10 | 148 | 279 | 8  |
|  | 7. | Lyons      | 14 | 3  | 0 | 11 | 127 | 287 | 6  |
|  | 8. | Rugby Roma | 14 | 1  | 0 | 13 | 135 | 254 | 2  |

### Girone B
|       | 1ª/8ª giornata               |       |
| ----- | ---------------------------- | ----- |
| 22-15 | Amatori Catania - Noceto     | 13-13 |
| 0-33  | Calvisano - Benetton Treviso | 15-28 |
| 10-7  | Casale - CUS Roma            | 9-17  |
| 12-27 | Milano - Petrarca            | 0-46  |
|       |                              |       |

|       | 4ª/11ª giornata            |       |
| ----- | -------------------------- | ----- |
| 3-7   | Amatori Catania - Petrarca | 8-28  |
| 9-15  | Casale - Benetton Treviso  | 12-28 |
| 45-30 | Milano - CUS Roma          | 16-6  |
| 24-10 | Noceto - Calvisano         | 7-9   |
|       |                            |       |

|       | 7ª/14ª giornata            |       |
| ----- | -------------------------- | ----- |
| 9-10  | Casale - Noceto            | 10-13 |
| 6-20  | CUS Roma - Amatori Catania | 9-9   |
| 21-16 | Milano - Benetton Treviso  | 0-61  |
| 50-0  | Petrarca - Calvisano       | 22-4  |

|       | 2ª/9ª giornata                     |       |
| ----- | ---------------------------------- | ----- |
| 11-15 | Benetton Treviso - Amatori Catania | 16-16 |
| 23-6  | CUS Roma - Calvisano               | 9-13  |
| 13-16 | Noceto - Milano                    | 13-23 |
| 58-12 | Petrarca - Casale                  | 15-18 |
|       |                                    |       |

|       | 5ª/12ª giornata             |      |
| ----- | --------------------------- | ---- |
| 10-10 | Calvisano - Milano          | 7-6  |
| 10-12 | Casale - Amatori Catania    | 3-24 |
| 9-3   | CUS Roma - Noceto           | 6-4  |
| 16-6  | Petrarca - Benetton Treviso | 9-3  |

|       | 3ª/10ª giornata             |       |
| ----- | --------------------------- | ----- |
| 75-0  | Benetton Treviso - Noceto   | 19-6  |
| 13-17 | Calvisano - Amatori Catania | 7-16  |
| 6-10  | CUS Roma - Petrarca         | 0-7   |
| 34-15 | Milano - Casale             | 15-19 |
|       |                             |       |

|       | 6ª/13ª giornata             |       |
| ----- | --------------------------- | ----- |
| 8-12  | Amatori Catania - Milano    | 10-20 |
| 50-12 | Benetton Treviso - CUS Roma | 12-10 |
| 7-3   | Calvisano - Casale          | 11-9  |
| 9-20  | Noceto - Petrarca           | 7-48  |

#### Classifica girone B
|  |    | Squadra         | G  | V  | N | P  | PF  | PS  | Pt |
|  | -- | --------------- | -- | -- | - | -- | --- | --- | -- |
|  | 1. | Petrarca        | 14 | 13 | 0 | 1  | 263 | 88  | 26 |
|  | 2. | Benetton        | 14 | 9  | 1 | 4  | 373 | 141 | 19 |
|  | 3. | Amatori Catania | 14 | 7  | 3 | 4  | 193 | 70  | 17 |
|  | 4. | Rugby Milano    | 14 | 8  | 1 | 5  | 230 | 281 | 17 |
|  | 5. | Calvisano       | 14 | 5  | 1 | 8  | 112 | 257 | 11 |
|  | 6. | CUS Roma        | 14 | 4  | 1 | 9  | 150 | 214 | 9  |
|  | 7. | Noceto          | 14 | 3  | 1 | 10 | 137 | 289 | 7  |
|  | 8. | Casale          | 14 | 3  | 0 | 11 | 148 | 266 | 6  |

## Seconda fase

### Poule salvezza
|       | 1ª/8ª giornata         |       |
| ----- | ---------------------- | ----- |
| 14-16 | Benevento - Rugby Roma | 9-24  |
| 14-25 | CUS Roma - Calvisano   | 6-27  |
| 3-9   | CUS Genova - Lyons     | 12-12 |
| 16-6  | Noceto - Casale        | 6-9   |
|       |                        |       |

|       | 4ª/11ª giornata        |       |
| ----- | ---------------------- | ----- |
| 13-21 | Benevento - CUS Genova | 10-25 |
| 6-3   | Lyons - Calvisano      | 4-13  |
| 12-6  | Noceto - CUS Roma      | 14-10 |
| 29-7  | Rugby Roma - Casale    | 15-19 |
|       |                        |       |

|      | 7ª/14ª giornata        |       |
| ---- | ---------------------- | ----- |
| 21-7 | Casale - CUS Genova    | 21-16 |
| 7-0  | CUS Roma - Benevento   | 16-23 |
| 10-3 | Calvisano - Rugby Roma | 14-26 |
| 13-6 | Lyons - Noceto         | 19-31 |

|       | 2ª/9ª giornata         |       |
| ----- | ---------------------- | ----- |
| 28-18 | Casale - CUS Roma      | 19-30 |
| 20-0  | Calvisano - CUS Genova | 12-9  |
| 15-3  | Lyons - Benevento      | 13-17 |
| 22-18 | Rugby Roma - Noceto    | 18-19 |
|       |                        |       |

|       | 5ª/12ª giornata       |       |
| ----- | --------------------- | ----- |
| 4-3   | Casale - Lyons        | 6-7   |
| 12-12 | CUS Roma - Rugby Roma | 10-29 |
| 15-19 | CUS Genova - Noceto   | 13-28 |
| 13-14 | Calvisano - Benevento | 17-19 |

|      | 3ª/10ª giornata         |      |
| ---- | ----------------------- | ---- |
| 16-7 | CUS Roma - Lyons        | 9-18 |
| 13-0 | CUS Genova - Rugby Roma | 7-15 |
| 3-9  | Casale - Calvisano      | 8-16 |
| 17-9 | Noceto - Benevento      | 3-20 |
|      |                         |      |

|       | 6ª/13ª giornata       |       |
| ----- | --------------------- | ----- |
| 13-6  | Benevento - Casale    | 6-10  |
| 15-6  | CUS Genova - CUS Roma | 10-25 |
| 20-12 | Noceto - Calvisano    | 6-23  |
| 9-7   | Rugby Roma - Lyons    | 7-10  |

#### Classifica poule salvezza
|               |    | Squadra    | G  | V | N | P | PF  | PS  | Pt |
| ------------- | -- | ---------- | -- | - | - | - | --- | --- | -- |
|               | 1. | Calvisano  | 14 | 9 | 0 | 5 | 213 | 138 | 18 |
|               | 2. | Noceto     | 14 | 9 | 0 | 5 | 203 | 195 | 18 |
|               | 3. | Rugby Roma | 14 | 8 | 1 | 5 | 235 | 169 | 17 |
|               | 4. | Lyons      | 14 | 7 | 1 | 6 | 143 | 139 | 15 |
| Retrocessione | 5. | Casale     | 14 | 7 | 0 | 7 | 167 | 191 | 14 |
| Retrocessione | 6. | Benevento  | 14 | 6 | 0 | 8 | 170 | 183 | 12 |
| Retrocessione | 7. | CUS Roma   | 14 | 4 | 1 | 9 | 185 | 239 | 9  |
| Retrocessione | 8. | CUS Genova | 14 | 4 | 1 | 9 | 166 | 211 | 9  |

### Poule scudetto
|       | 1ª/8ª giornata                     |      |
| ----- | ---------------------------------- | ---- |
| 34-0  | Benetton Treviso - Amatori Catania | 7-3  |
| 10-15 | Milano - Rovigo                    | 4-35 |
| 29-3  | Petrarca - Parma                   | 7-6  |
| 16-7  | L'Aquila - San Donà                | 10-6 |
|       |                                    |      |

|       | 4ª/11ª giornata             |       |
| ----- | --------------------------- | ----- |
| 15-9  | Benetton Treviso - L'Aquila | 10-15 |
| 28-10 | Amatori Catania - San Donà  | 4-27  |
| 3-25  | Milano - Petrarca           | 10-30 |
| 9-22  | Rovigo - Parma              | 6-18  |
|       |                             |       |

|       | 7ª/14ª giornata             |       |
| ----- | --------------------------- | ----- |
| 13-13 | Milano - Amatori Catania    | 18-37 |
| 9-13  | Parma - L'Aquila            | 11-24 |
| 12-19 | Petrarca - Benetton Treviso | 6-15  |
| 3-3   | Rovigo - San Donà           | 0-21  |

|       | 2ª/9ª giornata              |       |
| ----- | --------------------------- | ----- |
| 3-3   | Amatori Catania - Petrarca  | 13-30 |
| 12-22 | San Donà - Benetton Treviso | 15-42 |
| 9-9   | Parma - Milano              | 10-17 |
| 3-3   | Rovigo - L'Aquila           | 18-27 |
|       |                             |       |

|       | 5ª/12ª giornata          |       |
| ----- | ------------------------ | ----- |
| 3-4   | Parma - Benetton Treviso | 0-64  |
| 13-12 | Petrarca - San Donà      | 10-18 |
| 33-6  | Rovigo - Amatori Catania | 6-27  |
| 44-7  | L'Aquila - Milano        | 19-10 |

|      | 3ª/10ª giornata            |      |
| ---- | -------------------------- | ---- |
| 16-6 | San Donà - Parma           | 6-12 |
| 6-26 | Milano - Benetton Treviso  | 4-70 |
| 13-0 | Petrarca - Rovigo          | 13-7 |
| 40-3 | L'Aquila - Amatori Catania | 60-6 |
|      |                            |      |

|       | 6ª/13ª giornata           |       |
| ----- | ------------------------- | ----- |
| 22-6  | Benetton Treviso - Rovigo | 40-7  |
| 12-11 | Amatori Catania - Parma   | 13-12 |
| 9-3   | San Donà - Milano         | 14-9  |
| 20-6  | L'Aquila - Petrarca       | 15-0  |

#### Classifica poule scudetto

Una fase di Amatori-Cus Roma 9-9, Condorelli con l'ovale in mano.

|  |    | Squadra         | G  | V  | N | P  | PF  | PS  | Pt |
|  | -- | --------------- | -- | -- | - | -- | --- | --- | -- |
|  | 1. | Benetton        | 14 | 13 | 0 | 1  | 390 | 98  | 26 |
|  | 2. | L’Aquila        | 14 | 12 | 1 | 1  | 315 | 111 | 25 |
|  | 3. | Petrarca        | 14 | 8  | 1 | 5  | 197 | 144 | 17 |
|  | 4. | San Donà        | 14 | 6  | 1 | 7  | 176 | 178 | 13 |
|  | 5. | Amatori Catania | 14 | 5  | 2 | 7  | 168 | 304 | 12 |
|  | 6. | Rovigo          | 14 | 3  | 2 | 9  | 148 | 229 | 9  |
|  | 7. | Parma           | 14 | 3  | 1 | 10 | 129 | 235 | 7  |
|  | 8. | Rugby Milano    | 14 | 1  | 2 | 11 | 120 | 353 | 4  |

## Verdetti
- Benetton: campione d'Italia
- Casale, Benevento, CUS Roma, CUS Genova: retrocesse in serie B